# Riikka Honkanen
Riikka Honkanen (* 17. Juli 1998 in Klaukkala, Nurmijärvi) ist eine ehemalige finnische Skirennläuferin. Sie war auf die technischen Disziplinen Riesenslalom und Slalom spezialisiert.

## Biografie
Riikka Honkanen wuchs in Klaukkala in der Gemeinde Nurmijärvi weniger Kilometer nordwestlich von Helsinki auf. Im Alter von vier Jahren stand sie erstmals auf Skiern, mit sechs Jahren trat sie dem Skiclub von Vihti bei. Da die Familie nur über ein paar Ski verfügte, musste sie sich dieses anfangs mit ihrem Zwillingsbruder teilen. Honkanen absolvierte die Tahkon Alppikoulu (Alpinschule) am Gymnasium von Nilsiä.
Im Alter von 16 Jahren absolvierte sie am Pyhätunturi ihre ersten FIS-Rennen und erreichte auf Anhieb Platzierungen unter den besten zehn. Im selben Winter trat sie beim Europäischen Olympischen Jugend-Winterfestival in Malbun an und belegte im Slalom Rang 27. Bei ihren ersten Juniorenweltmeisterschaften in Hafjell fuhr sie im Riesenslalom auf Rang 39. In der Saison 2015/16 stieg sie zunächst in den Europacup ein und bestritt mehrere Riesenslaloms und Slaloms. Im Februar trat sie zu den Olympischen Jugend-Winterspielen in Lillehammer an und belegte die Ränge sieben und elf in den technischen Disziplinen. Mit der finnischen Mannschaft gewann sie die Bronzemedaille im Teambewerb. Bei den Juniorenweltmeisterschaften in Sotschi sicherte sie sich die Silbermedaille in ihrer Paradedisziplin Slalom und am Ende der Saison ihren ersten Staatsmeistertitel. Eine weitere JWM-Medaille gewann sie 2018 in Davos ebenfalls im Riesenslalom.
Am 30. Januar 2016 gab sie im Riesenslalom von Maribor ihr Weltcup-Debüt. Ein Jahr später trat sie in St. Moritz erstmals bei Weltmeisterschaften an. Im Riesenslalom belegte sie Rang 34, im Slalom schied sie aus. Bei den Weltmeisterschaften 2019 trat sie mit der finnischen Mannschaft im Teambewerb an, musste sich aber den späteren Bronzegewinnern aus Italien geschlagen geben. Im Riesenslalom verbesserte sie sich auf Rang 29, im Slalom schied sie erneut aus. Im März 2019 gewann sie mit Rang 30 im Riesenslalom von Špindlerův Mlýn ihren ersten Weltcup-Punkt. Danach stagnierte jedoch ihre Entwicklung und in der gesamten Saison 2020/21 gelang ihr kein zählbares Weltcupergebnis. Nach einem 28. Platz zu Beginn des Winters 2021/22 brach sie die Saison vorzeitig ab, und auch im Winter 2022/23 blieben Erfolge aus. Schließlich erklärte Honkanen im März 2023 ihren Rücktritt, um sich auf ihr Ingenieurstudium zu konzentrieren.

## Erfolge

### Olympische Spiele
- Peking 2022: 37. Slalom

### Weltmeisterschaften
- St. Moritz 2017: 34. Riesenslalom
- Åre 2019: 9. Mannschaftswettbewerb, 29. Riesenslalom
- Cortina d’Ampezzo 2021: 9. Mannschaftswettbewerb

### Weltcup
- 2 Platzierung unter den besten 30

### Weltcupwertungen
| Saison  | Gesamt | Gesamt | Riesenslalom | Riesenslalom | Slalom | Slalom |
| Saison  | Platz  | Punkte | Platz        | Punkte       | Platz  | Punkte |
| ------- | ------ | ------ | ------------ | ------------ | ------ | ------ |
| 2018/19 | 137.   | 1      | 60.          | 1            | –      | –      |
| 2021/22 | 123.   | 3      | –            | –            | 55.    | 3      |

### Juniorenweltmeisterschaften
- Hafjell 2015: 39. Riesenslalom
- Sotschi 2016: 2. Riesenslalom
- Åre 2017: 4. Riesenslalom, 5. Slalom
- Davos 2018: 3. Riesenslalom
- Fassatal 2019: 6. Riesenslalom, 21. Slalom

### Weitere Erfolge
- 4 finnische Meistertitel (Riesenslalom 2016 und 2017, Slalom 2018 und Parallelslalom 2022)
- Bronze bei den Olympischen Jugend-Winterspielen 2016 mit der Mannschaft
- 6 Podestplätze im Far East Cup, davon 1 Sieg
- 1 Podestplatz im Australia New Zealand Cup
- 1 Podestplatz im South American Cup
- 19 Siege in FIS-Rennen